# Дулин, Пол
Пол Дулин (род. 26 марта 1963, Дублин) — ирландский футболист и футбольный тренер.

## Карьера игрока
Первым клубом Дулина был «Богемианс», за который он забил в своём дебютном матче 13 сентября 1981 года. В апреле 1983 года он сыграл за молодёжную сборную Лиги Ирландии против итальянских коллег, среди которых были Роберто Манчини и Джанлука Виалли.
В июне 1985 года он подписал контракт с «Шемрок Роверс» и за три года в клубе дважды оформил «золотой дубль», забил 30 мячей в 107 матчах. В своём первом сезоне в команде он стал лучшим бомбардиром клуба с 11 мячами. Он провёл шесть матчей в еврокубках, а также сыграл за сборную Лиги Ирландии.
В 1988 году он присоединился к «Дерри Сити», где в 1989 году он выиграл все три внутренних трофея. За два сезона он забил 29 мячей в 92 матчах. Затем он присоединился к «Портадауну» и стал первым игроком, выигравшим чемпионат и кубок как в Республике Ирландии, так и в Северной Ирландии.
В ноябре 1991 года он снова подписал контракт с «Шемрок Роверс», но возвращение не было успешным, Дулин забил лишь один гол в 21 матче. В итоге он присоединился к «Шелбурну», где выиграл кубок Ирландии по футболу 1993 года. В августе 1996 года он вернулся в «Богемианс», потом перешёл в «Дандолк», а затем вернулся в «Шелбурн» и помог клубу в 2000 году выиграть чемпионат и кубок.

## Карьера тренера
В 2001 году ещё до завершения карьеры игрока Дулин начал тренерскую деятельность и возглавил ЮКД. После успешного первого сезона клуб едва избежал вылета в сезоне 2002/03. В итоге Дулин стал тренером «Дроэда Юнайтед», он привёл их к первой в истории победе в кубке Ирландии (2005), а также к двум победам в Кубка Сетанты 2006 и 2007 годов, где клуб в финалах обыграл «Корк Сити» и «Линфилд» соответственно. Он также привёл клуб к первому титулу чемпиона в 2007 году.
Покинув «Дроэду» из-за неустойчивого финансового положения клуба, 13 января 2009 года Дулин подписал двухлетний контракт с «Корк Сити». Несмотря на то, что команда заняла третье место в Лиге Ирландии 2009 года, Дулин ушёл в отставку в ноябре того же года из-за ряда финансовых проблем в клубе. В сентябре 2010 года Дулин был назначен тренером юношеской сборной Ирландии до 19 лет.
18 августа 2021 года Дулин был назначен тренером клуба Первого дивизиона «Атлон Таун». В мае 2022 года Дулин возглавил свой бывший клуб «Портадаун» из Северной Ирландии. Однако в октябре он ушёл в отставку.
Его племянник Райан играл за молодёжную команду «Шемрок Роверс».